# Paw Paw (Virginie-Occidentale)
Pour les articles homonymes, voir Paw Paw.
Paw Paw est une ville américaine située dans le comté de Morgan en Virginie-Occidentale.
Selon le recensement de 2010, Paw Paw compte 508 habitants. La municipalité s'étend sur 0,53 milles carrés (1,37 km2).
La ville doit son nom à la présence d'asiminas (pawpaw en anglais américain), qui poussaient en abondance dans la région. Elle devient une municipalité le 8 avril 1891,